# Pont Gobbo
Pour les articles homonymes, voir Gobbo.
Le pont Gobbo (en italien Ponte Vecchio) est un antique pont d’un profil irrégulier qui traverse le fleuve Trebbia à Bobbio en province de Plaisance, Italie. Il fait partie de la catégorie des ponts appelés « pont du Diable ».

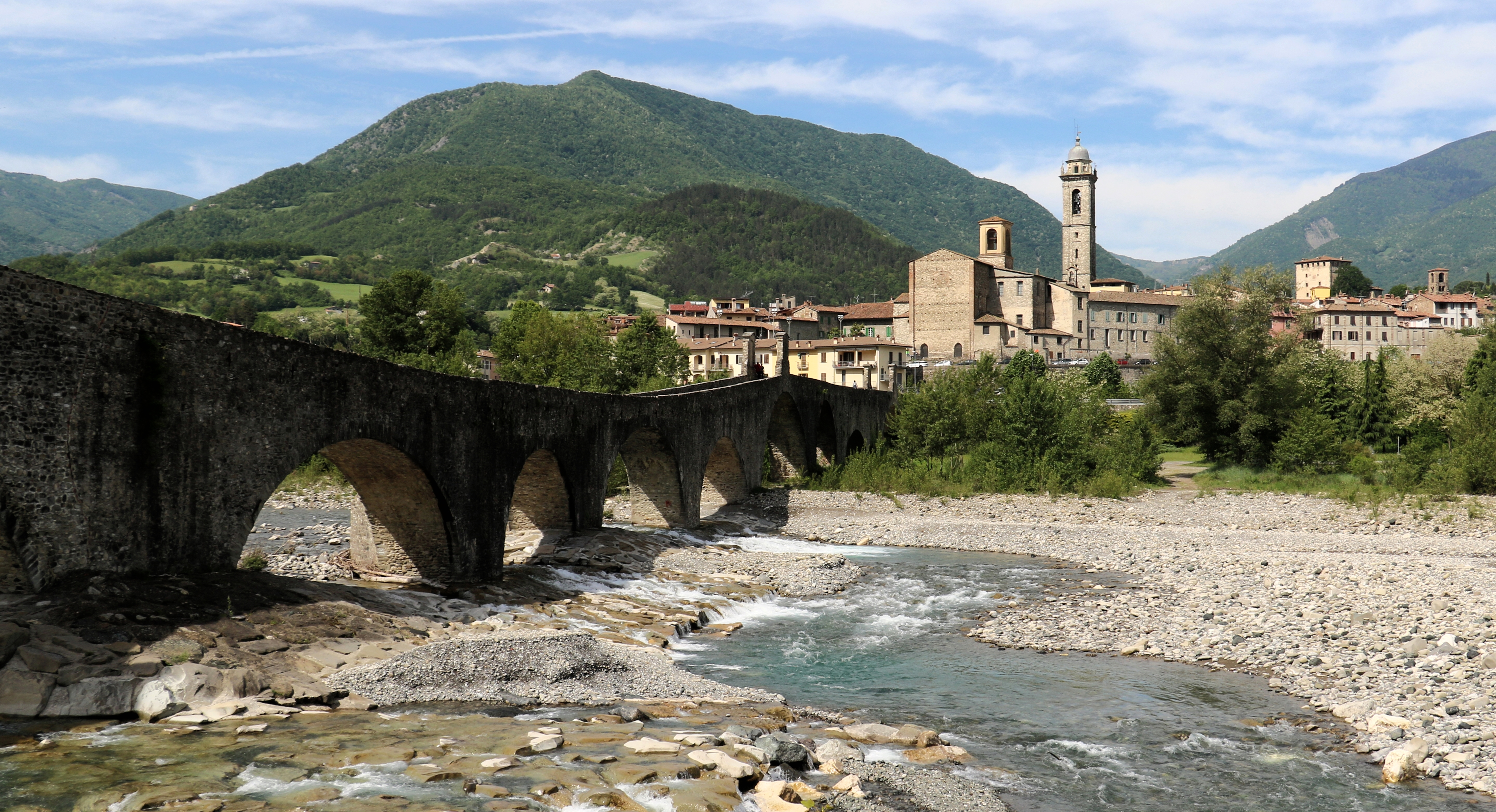
Pont Gobbo

## Description
Le pont Gobbo ou Ponte Vecchio de Bobbio, long de 273 mètres, a été nommé gobbo qui signifie bossu ou voûté en français pour son profil particulier avec ses 11 arches inégales entre elles et de diverses hauteurs (voûte à dos-d'âne).
On trouve sur les deux arches majeures la statuette de San Colombano et celle de la Madonna dell’Aiuto.

## Histoire
L'époque de construction du pont n’est pas datable, mais est d’époque romaine et peut remonter à la conquête romaine des territoires alors occupés par les ligures-celtiques.
Des traces d’un pont plus antique ont été retrouvées et remontant au haut Moyen Âge, précédant l’arrivée de San Colombano. La construction remonte au VIIe siècle à l’époque des moines de l’abbaye de San Colombano de Bobbio. Un document des archives de la ville témoigne de l’entretien du pont, en date du 6 avril 1196.
Pour l’établissement de Bobbio, une liaison avec la rive droite du fleuve Trebbia était vitale : les salines thermales, les thermes d’époques romaine et lombarde, le four du rio Gambado et la route de liaison avec la Province de Gênes et la Lunigiana (où le monastère avait de nombreux domaines). À cause du caractère torrentiel, la Trebbia a des crues imprévues et dévastatrices avec de fréquents déplacements de son lit gravillonneux, ce qui rend difficile la liaison les mois d’hiver.
Jusqu’au XVIe siècle, le pont comprenait peu d’arches, une grande arche sur le côté droit du Trebbia avec trois arches plus petites. Les crues du fleuve, au cours des années, infligèrent plusieurs fois des dégâts, et le pont fut toujours patiemment reconstruit avec quelques améliorations pour la sécurité et la robustesse.
Vers 1590, le côté gauche est allongé sous la directive du maestro Magnano de Parme, au cours du XVIIe siècle, le pont arrive à compter onze arches.
Pendant des siècles, le pont fut le rendez-vous des pèlerins et processions religieuses avec dépôt de reliques votives, dont certaines sont encore visibles aujourd’hui.
Dégâts subis par le pont au cours des siècles :
- 1452 : Le 26 septembre écroulement de diverses arches.
- 1472 : La Trebbia détruit les digues en amont, noyant l'hôpital S. Lazzaro et endommageant le pont.
- 1533 : Reconstruction des arches précédemment détruites.
- 1611 : Chute de la grande arche de la Spessa.
- 1655 : Le 7 janvier, écroulement de la grande arche, sa reconstruction commença seulement en 1672 et les deux petites arches vers la cité sont transformées en une seule.
- 1719 : Le fleuve détruit les sixième, septième et huitième arches, la reconstruction se prolongea jusqu’à fin 1759.
- 1763, 1764 : Début des travaux de défense et de consolidation du pont.
- 1789 : Écroulement de la sixième arche, reconstruite provisoirement en bois.
- 1814 : Ruine de la huitième arche, reconstruite après 4 années.
- 1874 : Le 17 mai se propage le bruit de l’arrivée des Autrichiens du côté droit du Trebbia ; le pont fut miné, mais heureusement la menace s’avéra sans fondements.
- 1971 : Le 28 janvier à 18h15, la grande arche s’écroule ; elle fut reconstruite et le pont est toujours dans son état.

La dénomination Pont Gobbo naît d’une poésie dialectale Al Diavul al fa al Pont Gobb ad Bobbi de 1907 de Valente Faustini, qui reprend l’antique légende en la remaniant délibérément : le diable construisit le pont bossu (gobbo en italien) pour dans l’espoir d’éloigner les habitants du monastère et de la religion, par l’intermédiaire du pont.
Ces dernières, l’administration communale et les autorités ont élaboré un projet pour reconsolider le pont en construisant des systèmes pour freiner le cours du fleuve par des digues ou remblais afin de protéger le pont des crues du Trebbia. Aujourd’hui le pont est seulement accessible aux piétons et bicyclettes sur une voie étroite.

## Sources/références
- (it) Cet article est partiellement ou en totalité issu de l’article de Wikipédia en italien intitulé « Ponte Gobbo » (voir la liste des auteurs).

1. ↑  Valente Faustini Poesie dialettali", vol III - pag. 1110-1119 - Ed. Cassa di Risparmio di Piacenza 1970